# Жила, Никон Степанович
Ни́кон Стефа́нович Жи́ла (род. 30 ноября 1976 года, Загорск, Московская область, РСФСР) — дирижёр, с 2005 по 2023 год художественный руководитель Хора московского Сретенского ставропигиального мужского монастыря — хора Русской православной церкви, регулярно сопровождающего богослужения и визиты Патриарха Московского по России и за границу. Заслуженный артист Российской Федерации (2010).
Никон Жила и певчие Хора Сретенского монастыря в монашестве не состоят.

## Биография

### Образование
Никон Жила родился в Загорске (ныне Сергиев Посад) 30 ноября 1976 года в семье священника Стефана Жилы, преподавателя Московских духовных школ. Отец родом с Украины, имя дал сыну в честь преподобного Никона Радонежского, в день памяти которого родился будущий регент. Мать была певчей в хоре Троице-Сергиевой Лавры под управлением регента и церковного композитора архимандрита Матфея (Мормыля). С детского возраста Никон пел в церковных хорах Троице-Сергиевой Лавры.
В 1995 году Жила закончил Московское областное музыкальное училище им. С. С. Прокофьева, в 2001 году — факультет хорового дирижирования Российской Академии Музыки им. Гнесиных. 
С 2000 года — певчий в хоре Московского Сретенского монастыря. В 2001-2002 г. проходил срочную службу в Вооружённых силах, служил артистом в Академическом ансамбле песни и пляски Внутренних Войск МВД  РФ.

### Регент хора
В 2005 году наместником, архимандритом Тихоном (Шевкуновым) Жила был приглашён в качестве регента хора Московского Сретенского монастыря, ведущего свою историю со дня возрождения обители в 1994 году. Творчески развивая традиции хора, Жила провёл реорганизацию коллектива, привлёк к участию в нём новых одарённых солистов, композиторов, аранжировщиков. В хор Никон принимал, в основном, профессионалов — выпускников московских музыкальных вузов и духовных учебных заведений. Главное требование к певчим состояло в том, чтобы кандидат был верующим и музыкально образованным православным человеком. Под началом Жилы был расширен и переработан репертуар. При Никоне хор впервые начал исполнять песни военных лет акапелла. Продолжая сопровождать службы в монастыре, хор приступил к записи студийных альбомов и начал вести активную концертную деятельность — сначала в Москве, а затем по всей России и за границей.

Для нас великая честь участвовать в богослужениях, все остальное — только приложение. Церковное пение — это жизнь, которой мы живём и которая помогает нам в какой-то степени переосмысливать светские произведения нашего репертуара… Наша задача — осмысление великих песен XX века о войне, о чести, общение со слушателями, далёкими от Церкви, на понятном для них языке, чтобы призвать их к нашему пониманию русской культуры.
— Никон Жила
С 2005 года Хор Сретенского монастыря становится главным хором, сопровождающим богослужения Святейшего Патриарха и его пастырские визиты в епархии Русской Православной Церкви в России и за рубеж.
Под управлением Никона Жилы хор принял участие в наиболее значительных событиях в жизни Русской Православной церкви начала XXI века. Хор сопровождал совместное освящение храма Новомучеников и Исповедников Российских Патриархом Алексием Вторым и Митрополитом Лавром в 2007 году, патриаршие визиты по России, дал концерты, посвящённый 90-летию восстановления патриаршего служения в РПЦ в 2007 году, освящению собора в Иверском монастыре на Валдае в 2008 году. С этого времени хор регулярно путешествует за границу: устроены концерты в память открытия первого православного храма в Риме, в честь освящения Храма святых Константина и Елены в Стамбуле в 2009 году, состоялось выступление в стамбульском храме «Святая Ирина» для Святейших Патриархов Вселенского Варфоломея и Московского и всея Руси Кирилла. В 2006 году под управлением Никона Жилы хор дал концерты в Белграде, в папской резиденции в Ватикане, пел молебен в Соборе Парижской Богоматери и выступал в штаб-квартире ЮНЕСКО.
В 2007 году состоялось мировое кругосветное турне, посвящённое объединению Русской Православной Церкви. Выступления хора прошли в Нью-Йорке, Вашингтоне, Бостоне, Торонто, Мельбурне, Сиднее, Берлине, Лондоне, в 2008 году хор участвовал в «Днях России в странах Латинской Америки», выступал в Сан-Хосе, Гаване, Рио-де-Жанейро, Сан-Паулу, Буэнос-Айресе, Асунсьоне. Всего вместе с Жилой хор побывал в 35 странах на четырёх континентах.
В гастрольный репертуар хора, помимо духовных песнопений, русских, народных и советских песен, по инициативе регента вошли вальсы, романсы, произведения в стиле этно, в частности, афро-американский спиричуэл Go Down Moses. Выступая в США в рамках кругосветного турне, хор исполнял «Let My People Go». На Великой Китайской стене в Китае хор исполнил «Амурские волны». В Германии в 2012 году хор выступал совместно с Российским роговым оркестром из Санкт-Петербурга.
Некоторым русским песням, известным в советское время в революционной обработке, таким как «Там, вдали за рекой», «Слышишь, товарищ…», хором возвращён исконный текст. Марш «По долинам и по взгорьям…» вновь зазвучал как русская песня «Из тайги, тайги дремучей…». Самой популярной песней о России, которую исполняет на концертах хор Сретенского монастыря, Жила называет песню «Конь» Игоря Матвиенко и Александра Шаганова. Наиболее известным исполнителем, которому Жила дал «путёвку» в сольную карьеру, является оперный бас Дмитрий Белосельский, из рядов хора вышла также группа «Кватро».
7 февраля 2014 года на Церемонии открытия зимних Олимпийских игр 2014 в Сочи Никон Жила дирижировал хором при исполнении гимна Российской Федерации (в заключительной части – в оркестровом музыкальном сопровождении).
По состоянию на 2015 год хор Сретенского монастыря под управлением Жилы поёт в самой обители только праздничные богослужения, в обычные же дни там поют хор семинаристов, монашеский хор либо народный хор, состоящий из прихожан.

### Вклад
Никон Жила составил новые концертные программы для хора — «Шедевры русского хорового наследия» и «Гимн России».
Первая программа представлена в Кузбассе в 2005 и в 2006 годах, удостоена медалей «За веру и добро» и «За служение Кузбассу». В 2006-2007 годах хор под управлением Жилы сопровождал богослужения и проводил концерты на Дальнем Востоке и в Сибири, принимал участие в совместных концертах с Кубанским казачьим хором в 2006 и 2007 годах в Москве, на площадках Кремлёвского Дворца, Большого зала Консерватории,  Колонного зала Дома Союзов. Далее последовали концерт в рамках Рождественских чтений, фестиваль «Дворцы Санкт-Петербурга» в 2006 году, концерт в Санкт-Петербургской филармонии в 2007 году, ежегодные выступления на Пасхальном фестивале. 
В мае 2014 года хор принял участие в V Славянском музыкальном форуме «Золотой витязь». В 2014—2015 годах хор представил составленные Жилой новые программы «Песни о России» и приуроченную к 85-летию Александры Пахмутовой.
Самому Жиле за 10 лет регентства с 2005 по 2015 более всего запомнилось выступление хора в Большом зале консерватории, где были исполнены духовные песнопения Георгия Свиридова. 
Хор Сретенского монастыря много раз выступал в Кремле перед иностранными делегациями и гостями Президента Российской Федерации.
Все концерты хора с 2005 года и по состоянию на 2015 год проходят под управлением регента Никона Жилы. 

### Записи
Хор Сретенского монастыря осуществил записи ряда альбомов с духовными песнопениями и лучшими песнями классического и народного репертуара. Среди них — «Вижу чудное приволье» (2002), «Всенощное бдение» (2003), «Песнопения Великого Поста и Страстной седмицы» (2004), «Любимые песни. Подарок для друзей» (2006, 2009, 2014), «Божественная Литургия» (2007), «О, дивное чудо! Древо жизни над Русью воздвизается…» (2008). Подготовка и запись альбомов состоялась под художественным руководством (с 2005 года) или при участии Никона Жилы (до 2005 года).
Все выступления хора Сретенского монастыря под управлением Жилы проходят без сопровождения музыкальных инструментов. Дирижёрской палочкой регент не пользуется. Полный состав хора — 40 певчих, включая пять солистов и дирижёра. В одном выступлении на сцене появляются, как правило, от 7 до 30 исполнителей. Иногда в финале концерта регент подключает к пению и слушателей, дирижируя уже и зрительным залом. При выступлениях хора за рубежом тексты русских песен часто заранее распечатываются и распространяются в зале перед концертом.

## Награды
Указом Президента РФ от 11 августа 2010 года регенту правого хора Сретенского ставропигиального мужского монастыря Русской православной церкви Московской патриархии Никону Жиле присвоено звание «Заслуженный артист Российской Федерации».
В 2011 году признан лауреатом премии «Человек года» по версии Русского биографического института за пропаганду русской народной культуры.